# Communauté de communes du Florentinois
La communauté de communes du Florentinois est une ancienne communauté de communes française, située dans le département de l'Yonne en région Bourgogne-Franche-Comté.
En 2017, elle fusionne avec la Communauté de communes de Seignelay - Brienon pour former la Communauté de communes Serein et Armance.

## Histoire
La communauté de communes du Florentinois a été créée le 1er janvier 2014, succédant à l'ancienne communauté de communes du même nom.
Elle est le résultat de la fusion de cette ancienne intercommunalité avec une partie de celle d'Othe en Armançon (8 communes) ainsi que la commune de Chailley, jusqu'alors « isolée » (ne faisant partie d'aucun ÉPCI).

## Composition
| Nom                     | Code Insee | Gentilé           | Superficie (km2) | Population (dernière pop. légale) | Densité (hab./km2) |
| ----------------------- | ---------- | ----------------- | ---------------- | --------------------------------- | ------------------ |
| Saint-Florentin (siège) | 89345      |                   | 28,60            | 4 614 (2014)                      | 161                |
| Beugnon                 | 89041      | Beugnonais        | 7,70             | 329 (2014)                        | 43                 |
| Butteaux                | 89061      |                   | 7,55             | 262 (2014)                        | 35                 |
| Chailley                | 89069      | Chaillotins       | 16,51            | 550 (2014)                        | 33                 |
| Chéu                    | 89101      | Cheutains         | 7,61             | 540 (2014)                        | 71                 |
| Germigny                | 89186      |                   | 11,87            | 550 (2014)                        | 46                 |
| Jaulges                 | 89205      |                   | 12,35            | 479 (2014)                        | 39                 |
| Lasson                  | 89219      |                   | 7,07             | 133 (2014)                        | 19                 |
| Neuvy-Sautour           | 89276      | Neuvy-Sautouriens | 19,06            | 946 (2014)                        | 50                 |
| Percey                  | 89292      | Perciquois        | 9,56             | 237 (2014)                        | 25                 |
| Sormery                 | 89398      | Solimariens       | 30,56            | 353 (2014)                        | 12                 |
| Soumaintrain            | 89402      | Soumaintrinois    | 10,61            | 203 (2014)                        | 19                 |
| Turny                   | 89425      | Turrois           | 24,87            | 712 (2014)                        | 29                 |
| Vergigny                | 89439      | Vergigniens       | 38,01            | 1 563 (2014)                      | 41                 |
| Villiers-Vineux         | 89474      |                   | 11,18            | 320 (2014)                        | 29                 |

## Politique et administration
Le siège de la communauté de communes est situé à Saint-Florentin.

### Conseil communautaire
La communauté de communes du Florentinois est gérée par un conseil communautaire composé de 32 délégués issus de chacune des communes membres et élus pour une durée de six ans, coïncidant ainsi avec les échéances des scrutins municipaux.
Ils sont répartis comme suit :
| Nombre de délégués | Communes |
| ------------------ | --- |
| 13                 | Saint-Florentin                                                                                              |
| 4                  | Vergigny |
| 2                  | Neuvy-Sautour, Turny                                                                                         |
| 1                  | Beugnon, Butteaux, Chailley, Chéu, Germigny, Jaulges, Lasson, Percey, Sormery, Soumaintrain, Villiers-Vineux |

Lors des trois mois séparant la création de la communauté de communes des élections municipales de 2014, la transition est assurée par les délégués communautaires des anciennes communautés de communes.

### Présidence
Le conseil communautaire élit un président pour une durée de six ans. La présidence, pendant la période entre la création de l'intercommunalité et la désignation des nouveaux délégués communautaires, est assurée par Maxence Guillot, présidente de l'ancienne communauté de communes du Florentinois, qui est la plus importante des anciennes communautés de communes en nombre d'habitants. Après les échéances municipales, le 18 avril 2014, c'est Yves Delot, maire de Saint-Florentin, qui lui succède.
| Période       | Période          | Identité        | Étiquette | Qualité                   |
| ------------- | ---------------- | --------------- | --------- | ------------------------- |
| janvier 2014  | 18 avril 2014    | Maxence Guillot |           |                           |
| 18 avril 2014 | 31 décembre 2016 | Yves Delot      | UMP       | Maire de Saint-Florentin. |

## L'ancienne communauté de communes du Florentinois

### Histoire
La communauté de communes du Florentinois a été créée par arrêté préfectoral du 22 décembre 2004, qui a pris effet le 1er janvier 2005.
En date du 1er janvier 2014, la communauté de communes fusionne avec une partie de celle d'Othe en Armançon (8 communes) ainsi que la commune de Chailley, jusqu'alors « isolée » (ne faisant partie d'aucun ÉPCI), au sein de l'actuelle communauté de communes du Florentinois.

### Composition
Elle était composée des six communes suivantes :
| Nom                     | Code Insee | Gentilé     | Superficie (km2) | Population (dernière pop. légale) | Densité (hab./km2) |
| ----------------------- | ---------- | ----------- | ---------------- | --------------------------------- | ------------------ |
| Saint-Florentin (siège) | 89345      |             | 28,60            | 4 614 (2014)                      | 161                |
| Chéu                    | 89101      | Cheutains   | 7,61             | 540 (2014)                        | 71                 |
| Germigny                | 89186      |             | 11,87            | 550 (2014)                        | 46                 |
| Jaulges                 | 89205      |             | 12,35            | 479 (2014)                        | 39                 |
| Turny                   | 89425      | Turrois     | 24,87            | 712 (2014)                        | 29                 |
| Vergigny                | 89439      | Vergigniens | 38,01            | 1 563 (2014)                      | 41                 |

### Compétences
L'intercommunalité est compétente pour :
- la collecte des déchets des ménages et déchets assimilés
- le traitement des déchets des ménages et déchets assimilés
- d'autres actions environnementales
- les activités sanitaires
- la création, l'aménagement, l'entretien et la gestion de zone d'activités industrielle, commerciale, tertiaire, artisanale ou touristique
- la création, l'aménagement, l'entretien et la gestion de zone d'activités portuaire ou aéroportuaire
- l'action de développement économique (soutien des activités industrielles, commerciales ou de l'emploi, soutien des activités agricoles et forestières...)
- la construction ou l'aménagement, l'entretien, la gestion d'équipements ou d'établissements sportifs
- les activités culturelles ou socioculturelles
- la création et la réalisation de zone d'aménagement concerté (ZAC)
- l'organisation des transports non urbains
- des études et leur programmation
- la création, l'aménagement, l'entretien de la voirie
- le tourisme
- les ports
- les aérodromes
- les voies navigables
- les NTIC (Internet, câble...)

### Autres adhésions
- Syndicat mixte pour la réalisation des travaux d'aménagement de la vallée de l'Armançon (S.I.R.T.A.V.A.)
- Syndicat mixte d'étude pour la valorisation et le traitement des déchets ménagers et assimilés Centre Yonne
- Syndicat mixte pour la création et la gestion d'une fourrière du Sénonais
- Syndicat mixte Sud Forêt d'Othe